# Celerena triflava
Celerena triflava är en fjärilsart som beskrevs av W. Warren 1896. Celerena triflava ingår i släktet Celerena och familjen mätare. Inga underarter finns listade i Catalogue of Life.